# عزلة الأودية (الضالع)

تعديل مصدري - تعديل

عزلة الاودية هي إحدى عزل مديرية جبن في محافظة الضالع اليمنية ويبلغ تعداد سكانها 5220 نسمة حسب التعداد السكاني في اليمن لعام 2004.

## روابط خارجية
- الجهاز المركزي للإحصاء بالجمهورية اليمنية
- المركز الوطني للمعلومات باليمن
- World Gazetteer:Yemen
- الدليل الشامل